# Томас Кромуел
Томас Кромуел, първи граф на Есекс, (на английски: Thomas Cromwell, 1st Earl of Essex) е английски държавен деец, участва в парламента и правителството по времето на крал Хенри VIII.
Първоначално търговец, Кромуел обикаля Италия и Холандия, но през 1513 г. се връща в Лондон и става адвокат. Благодарение влиянието на кардинал Уолси, през 1523 г. Кромуел е избран за член на Парламента и съумява да съхрани положението си и след падането на кардинала.
Хенри VIII назначава Кромуел за канцлер (1533), държавен секретар (1534) и накрая за главен викарий по църковните дела. Кромуел гледа на Реформацията, чието осъществяване му е възложена от краля, повече като на политическо, отколкото на църковно дело. През 1539 г. с цел да свърже Англия с немските протестанти, убеждава краля да се ожени за принцеса Ана Клевска.
Интригите на католическата партия, водена от херцог Норфолк и епископ Гардинър водят до разрив в отношенията на Кромуел с краля, за което спомага и неособено добрият външен вид на Ана Клевска. Всичко това води до падането му от власт, след което е осъден за държавна измяна и ерес, и екзекутиран.